# Великокаленицька сільська рада
Великокаленицька сільська́ ра́да — колишня адміністративно-територіальна одиниця та орган місцевого самоврядування в Полонському районі Хмельницької області. Адміністративний центр — село Великі Каленичі.

## Загальні відомості
Великокаленицька сільська рада утворена в 1923 році.
- Територія ради: 3,405 км²
- Населення ради: 992 особи (станом на 2001 рік)
- Територією ради протікає річка Скрипанка

## Населені пункти
Сільській раді були підпорядковані населені пункти:
- с. Великі Каленичі
- с. Коханівка
- с. Малі Каленичі

## Склад ради
Рада складалася з 14 депутатів та голови.
- Голова ради:
- Секретар ради: Макара Людмила Миколаївна

### Керівний склад попередніх скликань
| Прізвище, ім'я, по батькові | Основні відомості                                                 | Дата обрання | Дата звільнення |
| --------------------------- | ----------------------------------------------------------------- | ------------ | --------------- |
| Карась Іван Кузьмич         | Сільський голова, 1951 року народження, безпартійний              | 26.03.2006   | 30.03.2010      |
| Лівчинська Галина Іванівна  | Сільський голова, 1956 року народження, освіта вища, позапартійна | 31.10.2010   | 16.04.2014      |

Примітка: таблиця складена за даними сайту Верховної Ради України

### Депутати
За результатами місцевих виборів 2010 року депутатами ради стали:

#### За суб'єктами висування
| Суб'єкт висування | Кількість обраних депутатів | %    |
| ----------------- | --------------------------- | ---- |
| Самовисування     | 7                           | 50   |
| Партія регіонів   | 4                           | 28,6 |
| Народна партія    | 3                           | 21,4 |

#### За округами
| № округу        | Прізвище, ім'я, по батькові     | Дата визнання обраним | Освіта             | Партійна приналежність                        | Відомості про обраного депутата                                             |
| --------------- | ------------------------------- | --------------------- | ------------------ | --------------------------------------------- | --------------------------------------------------------------------------- |
| Народна Партія  |                                 |                       |                    |                                               |                                                                             |
| 2               | Карагезян Валентина Іванівна    | 04.11.2010            | середня            | член Народної партії                          | СТО «Каленицьке», бригадир рільничої бригади                                |
| 5               | Рибачок Михайло Онуфрійович     | 04.11.2010            | вища               | член Народної партії                          | СТОВ «Каленицьке», бригадир                                                 |
| 7               | Олексюк Сергій Іванович         | 04.11.2010            | вища               | член Народної партії                          | тимчасово не працює                                                         |
| Партія регіонів |                                 |                       |                    |                                               |                                                                             |
| 4               | Денищук Людмила Анатоліївна     | 04.11.2010            | вища               | член Партії регіонів                          | Великокаленицький фельдшерсько-акушерський пункт, санітар                   |
| 8               | Припута Валентина Іванівна      | 04.11.2010            | середня спеціальна | позапартійна                                  | Великокаленицька сільська рада, секретар                                    |
| 9               | Лобай Катерина Василівна        | 04.11.2010            | середня            | позапартійна                                  | приватний підприємець, власник магазину                                     |
| 10              | Макара Людмила Миколаївна       | 04.11.2010            | середня спеціальна | позапартійна                                  | Коханівський сільський будинок культури, завідувач                          |
| Самовисування   |                                 |                       |                    |                                               |                                                                             |
| 1               | Малаціон Валерія Корніївна      | 04.11.2010            | середня            | позапартійна                                  | Безробітна інвалід ІІІ гр.                                                  |
| 3               | Коломійчук Антоніна Петрівна    | 04.11.2010            | середня            | позапартійна                                  | тимчасово не працює                                                         |
| 6               | Лівчинський Володимир Дмитрович | 04.11.2010            | вища               | позапартійний                                 | Великокаленицька загальноосвітня школа І-ІІІ ст., директор                  |
| 11              | Похилко Галина Арсетівна        | 04.11.2010            | середня            | член Всеукраїнського об'єднання «Батьківщина» | пенсіонер                                                                   |
| 12              | Холюк Валентина Миколаївна      | 04.11.2010            | середня спеціальна | позапартійна                                  | Великокаленицька сільська рада, бухгалтер                                   |
| 13              | Лобай Олександр Миколайович     | 04.11.2010            | вища               | позапартійний                                 | Управління праці та соціального захисту населення РДА, заступник начальника |
| 14              | Савчук Ольга Миколаївна         | 04.11.2010            | середня спеціальна | позапартійна                                  | тимчасово не працює                                                         |